# A Coop és Cami megkérdezi! epizódjainak listája
Ez a lap a Coop és Cami megkérdezi! epizódjainak listája.

## Évados áttekintés
| Évad | Évad | Epizódok | Eredeti sugárzás  | Eredeti sugárzás     | Magyar sugárzás   | Magyar sugárzás      |
| Évad | Évad | Epizódok | Évadpremier       | Évadfinálé           | Évadpremier       | Évadfinálé           |
| ---- | ---- | -------- | ----------------- | -------------------- | ----------------- | -------------------- |
|      | 1    | 21       | 2018. október 12. | 2019. április 13.    | 2019. április 29. | 2019. szeptember 13. |
|      | 2    | 28       | 2019. október 5.  | 2020. szeptember 11. | 2020. október 5.  | 2021. április 2.     |

## Epizódok

### 1. évad
| #   | #   | Eredeti cím                                          | Magyar cím                            | Rendezte           | Írta                                    | Eredeti premier    | Magyar premier       |
| --- | --- | ---------------------------------------------------- | ------------------------------------- | ------------------ | --------------------------------------- | ------------------ | -------------------- |
| 1.  | 1.  | Would You Wrather Take Your Mom to the School Dance? | Elvinnéd anyukádat a suli buliba?     | David Kendall      | Boyce Bugliari és Jamie McLaughlin      | 2018. október 12.  | 2019. április 29.    |
| 2.  | 2.  | Would You Wrather Have a Hippo?                      | Inkább lenne plüssöd?                 | David Kendall      | Boyce Bugliari és Jamie McLaughlin      | 2018. október 19.  | 2019. április 30.    |
| 3.  | 3.  | Would You Wrather Put a Sock in It?                  | Inkább örökölnél tehetséget?          | David Kendall      | Greg Schaffer                           | 2018. október 26.  | 2019. május 1.       |
| 4.  | 4.  | Would You Wrather Have Potato Pants?                 | Inkább viselnél krumplis nacit?       | David Kendall      | Boyce Bugliari és Jamie McLaughlin      | 2018. november 2.  | 2019. május 2.       |
| 5.  | 5.  | Would You Wrather Be the Principal's BFF?            | Inkább lennél a diri legjobb barátja? | David Kendall      | Erica Spates és Sam Littenberg-Weisberg | 2018. november 9.  | 2019. május 3.       |
| 6.  | 6.  | Would You Wrather Get Lost?                          | Inkább elvesznél?                     | David Kendall      | Dan Cross és David Hoge                 | 2018. november 16. | 2019. május 6.       |
| 7.  | 7.  | Would You Wrather Build a Sled?                      | Inkább készítenél szánkót?            | Robbie Countryman  | Liz Suggs                               | 2018. november 30. | 2019. május 7.       |
| 8.  | 8.  | Would You Wrather Get a Moose Angry?                 | Inkább feldühítesz egy rénszarvast?   | Jody Margolin Hahn | Maiya Williams                          | 2018. december 7.  | 2019. május 8.       |
| 9.  | 9.  | Would You Wrather Be Orange?                         | Inkább lennél narancssárga?           | Jody Margolin Hahn | Erica Spates és Sam Littenberg-Weisberg | 2019. január 19.   | 2019. május 9.       |
| 10. | 10. | Would You Wrather Escape?                            | Inkább megszöknél?                    | Wendy Faraone      | Dan Cross és David Hoge                 | 2019. január 26.   | 2019. május 10.      |
| 11. | 11. | Would You Wrather Be the Heart or the Hammer?        | A szív lennél inkább vagy a kalapács? | Robbie Countryman  | Lena Kouyoumdjian                       | 2019. február 2.   | 2019. szeptember 2.  |
| 12. | 12. | Would You Wrather Move to Canada?                    | Inkább Kanadába költöznél?            | Trevor Kirschner   | Greg Schaffer                           | 2019. február 9.   | 2019. szeptember 2.  |
| 13. | 13. | Would You Wrather Lose a Luau?                       | Inkább vennél tógát?                  | Jon Rosenbaum      | Dan Cross és David Hoge                 | 2019. február 16.  | 2019. szeptember 3.  |
| 14. | 14. | Would You Wrather Have a Beard?                      | Inkább lenne szakállad?               | Trevor Kirschner   | Boyce Bugliari és Jamie McLaughlin      | 2019. február 23.  | 2019. szeptember 4.  |
| 15. | 15. | Would You Wrather Catch a Fish?                      | Inkább mennél pecázni?                | Jon Rosenbaum      | William Luke Schrieber                  | 2019. március 2.   | 2019. szeptember 5.  |
| 16. | 16. | Would You Wrather Take a Worm Shower?                | Inkább vennél egy zuhanyt?            | Shannon Flynn      | Boyce Bugliari és Jamie McLaughlin      | 2019. március 9.   | 2019. szeptember 6.  |
| 17. | 17. | Would You Wrather Wreck a Record?                    | Inkább döntenél rekordot?             | Wendy Faraone      | Lena Kouyoumdjian                       | 2019. március 16.  | 2019. szeptember 9.  |
| 18. | 18. | Would You Wrather Back Down?                         | Inkább megfutamodsz?                  | Wendy Faraone      | Erica Spates és Sam Littenberg-Weisberg | 2019. március 23.  | 2019. szeptember 10. |
| 19. | 19. | Would You Wrather Have Dance Face?                   | Inkább lenne tánc-arcod?              | Jody Margolin Hahn | Dan Cross és David Hoge                 | 2019. március 30.  | 2019. szeptember 11. |
| 20. | 20. | Would You Wrather Just Dance?                        | Inkább csak táncolnál?                | Jody Margolin Hahn | Greg Schaffer                           | 2019. április 6.   | 2019. szeptember 12. |
| 21. | 21. | Would You Wrather Help a Wrather?                    | Inkább segítenél?                     | Robbie Countryman  | Boyce Bugliari és Jamie McLaughlin      | 2019. április 13.  | 2019. szeptember 13. |

### 2. évad
| #   | #   | Eredeti cím                                         | Magyar cím                               | Rendezte           | Írta                                    | Eredeti premier      | Magyar premier     |
| --- | --- | --------------------------------------------------- | ---------------------------------------- | ------------------ | --------------------------------------- | -------------------- | ------------------ |
| 22. | 1.  | Would You Wrather Catch an Evil Bunny?              | A konkurencia                            | Robbie Countryman  | Boyce Bugliari és Jamie McLaughlin      | 2019. október 5.     | 2020. október 5.   |
| 23. | 2.  | Would You Wrather Sing or Fly?                      | Inkább segítenél?                        | David Kendall      | Boyce Bugliari és Jamie McLaughlin      | 2019. október 12.    | 2020. október 6.   |
| 24. | 3.  | Would You Wrather Be the Weakest Link?              | Lennél inkább te a leggyengébb láncszem? | David Kendall      | Chris Peterson és Bryan Moore           | 2019. október 19.    | 2020. október 7.   |
| 25. | 4.  | Would You Wrather Get a Selfie?                     | A koncert                                | Jody Margolin Hahn | Randi Barnes                            | 2019. október 26.    | 2020. október 8.   |
| 26. | 5.  | Would You Wrather Have a Frozen Phone?              | Lefagyott telefonok                      | Danielle Fishel    | Kelly Hannon                            | 2019. november 2.    | 2020. október 9.   |
| 27. | 6.  | Would You Wrather Get High Honors?                  | Éneklésből is megárt a sok               | Wendy Faraone      | Boyce Bugliari és Jamie McLaughlin      | 2019. november 9.    | 2020. október 12.  |
| 28. | 7.  | Would You Wrather Be Caught in the Middle?          | Két tűz között                           | Wendy Faraone      | Chris Peterson és Bryan Moore           | 2019. november 16.   | 2020. október 13.  |
| 29. | 8.  | Would You Wrather Live in an Igloo?                 | Inkább élnél igluban?                    | Robbie Countryman  | Joanne Lee                              | 2019. november 23.   | 2020. október 14.  |
| 30. | 9.  | Would You Wrather Lose Your Presents?               | Karácsonyi különszám                     | Robbie Countryman  | Maiya Williams                          | 2019. december 7.    | 2020. október 15.  |
| 31. | 10. | Would You Wrather Skate Circles Around Your Sister? | Ki a jobb?                               | Kelly Park         | Randi Barnes                            | 2020. március 23.    | 2020. október 16.  |
| 32. | 11. | Would You Wrather Watch a Ferret?                   | A visszavágó                             | Kelly Park         | Wesley Jermaine Johnson és Scott Taylor | 2020. március 24.    | 2020. október 19.  |
| 33. | 12. | Would You Wrather Take a Dive?                      | A Marlow incidens                        | Trevor Kirschner   | Boyce Bugliari és Jamie McLaughlin      | 2020. március 25.    | 2020. október 20.  |
| 34. | 13. | Would You Wrather Have a World Record?              | A rekord                                 | Sonia Bhalla       | Boyce Bugliari és Jamie McLaughlin      | 2020. március 26.    | 2020. október 21.  |
| 35. | 14. | Would You Wrather Turn 13?                          | A születésnapi átok                      | Trevor Kirschner   | Randi Barnes                            | 2020. március 27.    | 2020. október 22.  |
| 36. | 15. | Would You Wrather Trash a Friend?                   | A föld megmentői                         | Wendy Faraone      | Matt Roman                              | 2020. április 3.     | 2020. október 23.  |
| 37. | 16. | Would You Wrather Have Mom Bust You Out?            | A szöktetés                              | Guy Distad         | Wesley Jermaine Johnson és Scott Taylor | 2020. április 10.    | 2020. október 26.  |
| 38. | 17. | Would You Wrather Lose Your Bestie?                 | Terülj, terülj, asztalkám                | Jon Rosenbaum      | Chris Peterson és Bryan Moore           | 2020. június 1.      | 2020. október 27.  |
| 39. | 18. | Would You Wrather Have a Secret Admirer?            | A titkos csodáló                         | Morenika Joela     | Boyce Bugliari és Jamie McLaughlin      | 2020. június 2.      | 2020. október 28.  |
| 40. | 19. | Would You Wrather Live with Kramsky?                | Lennél Kramsky-vel?                      | Bryan McKenzie     | Boyce Bugliari és Jamie McLaughlin      | 2020. június 3.      | 2020. október 29.  |
| 41. | 20. | Would You Wrather Go to Prom?                       | A bál                                    | Wendy Faraone      | Boyce Bugliari és Jamie McLaughlin      | 2020. június 4.      | 2020. október 30.  |
| 42. | 21. | Would You Wrather Say Goodbye?                      | A búcsú                                  | Wendy Faraone      | Randi Barnes                            | 2020. június 5.      | 2020. november 2.  |
| 43. | 22. | Would You Wrather Dress Like a Pilgrim?             | Inkább lennél zarándok?                  | Wendy Faraone      | Wesley Jermaine Johnson és Scott Taylor | 2020. június 12.     | 2020. november 3.  |
| 44. | 23. | Would You Wrather Crash a Wedding?                  | Esküvő rombolók                          | Danielle Fishel    | Bryan Moore és Chris Peterson           | 2020. június 19.     | 2020. november 4.  |
| 45. | 24. | Would You Wrather Rip Your Pants?                   | Ház a tónál                              | Jody Margolin Hahn | Boyce Bugliari és Jamie McLaughlin      | 2020. június 26.     | 2020. november 5.  |
| 46. | 25. | Would You Wrather Be the Wagners?                   | Meccs vagy nem meccs                     | Robbie Countryman  | Chris Peterson és Bryan Moore           | 2020. július 17.     | 2020. november 6.  |
| 47. | 26. | Would You Wrather Have a Pig in a Cowboy Hat?       | Beszélő cowboy kalapos malac             | Jon Rosenbaum      | Kelly Hannon                            | 2020. augusztus 7.   | 2020. november 9.  |
| 48. | 27. | Would You Wrather Move?                             | A döntés                                 | Robbie Countryman  | Boyce Bugliari és Jamie McLaughlin      | 2020. augusztus 14.  | 2020. november 10. |
| 49. | 28. | Would You Wrather Have a Snow Day?                  | Inkább tartanál hószünetet?              | Jody Margolin Hahn | Wesley Jermaine Johnson és Scott Taylor | 2020. szeptember 11. | 2021. április 2.   |